# João Lustosa da Cunha Paranaguá
João Lustosa da Cunha Paranaguá, 2e Marquis de Paranaguá, né à Nossa Senhora do Livramento de Parnaguá, le 21 août 1821 et mort à Rio de Janeiro, le 9 février 1912 est un magistrat et un homme politique brésilien.
Il gouverne les provinces de Maranhão (1858 -1859), de Pernambuco (1865-1866) et de Bahia (1881-1882). Il est ministre dans plusieurs cabinets et président du Conseil des ministres (1882-1883).

## Biographie
Il est né à Fazenda Brejo do Mocambo, dans l'ancienne paroisse de Nossa Senhora do Livramento de Parnaguá (actuelle municipalité de Parnaguá), dans l'état de Piauí. Fils du colonel José da Cunha Lustosa et de D. Ignácia Antônia dos Reis Lustosa, il est le petit-fils du capitaine général José da Cunha Lustosa et de Helena Camargo de Sousa de São Paulo. 
Diplômé de la Faculté de droit d'Olinda en 1846, il épouse l'année suivante, à Salvador, Maria Amanda Pinheiro de Vasconcelos (1829-1873), fille du vicomte de Monserrate, avec qui il a six enfants.
Dès son plus jeune âge, il occupe les postes de juge de district, chef de la police à Salvador, secrétaire de la province de Bahia, juge du district de Petrópolis, juge du 3e tribunal civil du tribunal, faisant carrière dans la magistrature jusqu'à atteindre le poste de conseiller (juge actuel), dans sa province natale, prenant sa retraite en 1878 avec les honneurs en tant que juge.
Il est député provincial de la province de Bahia (1848-1849). Il est ensuite adjoint général, représentant la province de Piauí entre 1850 et 1864, dans les 8e et 13e législatures, prenant ses fonctions en 1849. Il est nommé sénateur à vie par charte impériale du 16 janvier 1865, dans plusieurs législatures entre 1865 et 1889, lorsque l'Empire est aboli au Brésil. Ayant commencé la vie politique dans les rangs du Parti conservateur, il est ensuite devenu l'un des leaders du Parti libéral.
En plus des activités politiques, il mène une vie culturelle intense, en qualité de président de la Sociedade de Geografia do Rio de Janeiro depuis 1883 et de l'Institut historique et géographique brésilien, de 1906 à 1907, en plus d'avoir été un membre effectif et honoraire d'entités similaires.
Certaines de ses correspondances avec l'empereur Dom Pedro II, d'une grande valeur historique, sont conservées au Musée impérial de Petrópolis.
Après la Proclamation de la république au Brésil, il abandonne ses activités politiques.

### Titres de noblesse
Il est le deuxième vicomte (avec grandeur), un titre accordé par décret impérial le 18 janvier 1882 et le deuxième marquis de Paranaguá en 1888.

## Gouvernement de Bahia
Pendant moins d'un an, il est à la tête du gouvernement provincial, nommé par lettre impériale du 26 février 1881. Il a assumé le gouvernement le 23 mars de cette année-là, l'occupant jusqu'au début de l'année suivante, lorsqu'il a assumé le poste de Premier ministre.

## Président du cabinet ministériel
Il est premier ministre dans le 26e cabinet en 1882. En tant que ministre des Finances, il réduit l'émission de papier-monnaie et diminue les intérêts sur la dette publique, car lorsqu'il occupait le poste de ministre de la Guerre, le pays était en conflit avec le Paraguay, obligeant le gouvernement impérial à émettre des obligations de la dette publique pour compenser dépenses liées au conflit.

## Honneur
- Commandeur de l'ordre de Saint-Grégoire-le-Grand (Vatican).